# Malva borealis
Malva borealis là một loài thực vật có hoa trong họ Cẩm quỳ. Loài này được Wallman mô tả khoa học đầu tiên năm 1816.